# Ко (гора)
Ко (рос. Ко) — одна з гірських вершин на Далекому Сході Росії в Приамур'ї, на території Хабаровського краю. Гора Ко — найпівденніший двотисячник Росії, розташований на схід від Уралу.
Другий за висотою пік в гірській системі Сіхоте-Алінь, висота — 2004 метри над рівнем моря. Розташований у південно-східній частині Хабаровського краю на північ від кордону Приморського краю. З гори Ко бере початок права притока Катена — річка Ко.
Гора віддалена від населених пунктів. Підкорення вершини Ко досить популярне серед туристів, які відвідують тайгу у південній частині Хабаровського краю.